# K.Gollahalli, Chintamani
K.Gollahalli là một làng thuộc tehsil Chintamani, huyện Chikkaballapur, bang Karnataka, Ấn Độ.